# Paranasoona
Paranasoona cirrifrons es una especie de araña araneomorfa de la familia Linyphiidae. Es el único miembro del género monotípico Paranasoona.

## Distribución
Es un endemismo de China y Vietnam.